# 葉吻銀鮫屬
葉吻銀鮫科又名鋤吻銀鮫科，學名Callorhinchidae，是全頭亞綱銀鮫目的其中一科，僅有葉吻銀鮫屬Callorhinchus一屬。